# Museu d'Art Frederic Marès de Montblanc
El Museu d'Art Frederic Marès de Montblanc fou creat l'any 1979, amb una col·lecció de pintures i escultures de temàtica religiosa (segles XVI – XIX), donatiu de l'escultor Frederic Marès a la vila de Montblanc.
L'any 1982,aquest museu s'integrà com a secció monogràfica del Museu Comarcal de la Conca de Barberà (MCCB) amb el nom de Museu d'Art Frederic Marès. Des de la seva fundació, aquesta col·lecció estigué exposada a l'antic Hospital de Sant Marçal de Montblanc, fins que l'any 1998 es traslladà a l'edifici Presó Nova de Montblanc. Tanmateix, també té un apartat dedicat a l'art i els artistes fills de la Conca de Barberà o que han treballat a la comarca.

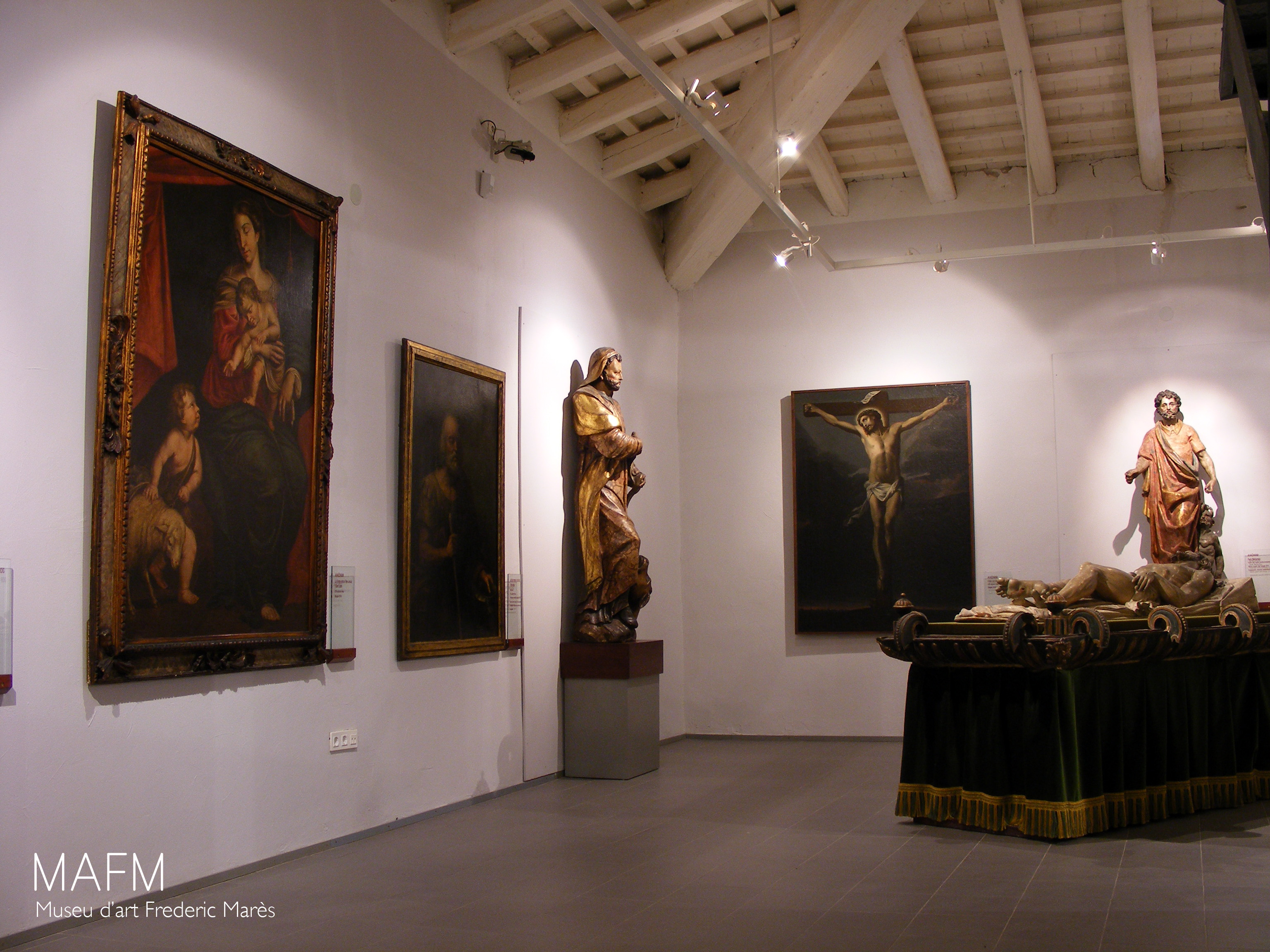
Vista general del Museu.